# Tapawa-Wawa
Pour les articles homonymes, voir Wawa.
Tapawa-Wawa (ou Tappawa-Wawa) est un village de la commune de Banyo situé dans la région de l'Adamaoua et le département du Mayo-Banyo au Cameroun.

## Population
En 1967, Tapawa-Wawa comptait 291 habitants, principalement Wawa, d'où son nom.
Lors du recensement de 2005, 726 personnes y ont été dénombrées.